# Зуб Юрій Ярославович
Ю́рій Яросла́вович Зуб (*6 жовтня 1972, Львів) — український мовознавець, перекладач і драматург. Популяризатор української культури у Фінляндії та фінської культури в Україні. Укладач першого двомовного фінсько-українського словника загальновживаної лексики.

## Життєпис
Юрій Зуб народився у Львові. 1997 року почав вивчати фінську мову. 2005 року переїхав до Фінляндії, де відтоді мешкає.
Здобув першу вищу освіту у Львівській політехніці (1992—1997; інженер-технолог, маґістр). Друга вища освіта — Гельсінський університет (2005—2013; філологія, спеціальність «Фінська мова і культура», маґістр). В дипломній роботі виконав порівняльний аналіз вигуків і лайливих слів у романі «Семеро братів» Алексиса Ківі і в його українському перекладі Олександра Завгороднього.
Перекладач-фрилансер від 2001 року (переклади фінської літератури), словникар і драматург.

## Твори

### Переклади з фінської
- Добірка віршів Ейно Лейно й Кіммо Кеттунена. — Київ: журнал «Всесвіт», 2002, № 1—2
- Арто Паасілінна. «Рік зайця». — Львів: «Кальварія», 2003. ISBN 966-663-086-9
- Міка Валтарі. «Велика ілюзія». — Львів: «Кальварія», 2004. ISBN 966-663-118-0
- Арто Паасилінна. «Виючий мірошник». — Львів: «Кальварія», 2004. ISBN 966-663-132-6
- Кристіан Смедс. «Дедалі темніший будинок» (п'єса). — Гельсінкі: «Kirja kerrallaan», 2005. ISBN 952-480-012-8
- Карі Готакайнен. «Я добре виглядаю без майки». — Львів: «Кальварія», 2007. ISBN 978-966-663-237-4
- Леена Легтолайнен. «Мідне серце». — Львів: «Кальварія», 2007. ISBN 978-966-663-236-7
- Ристо Раса. «Березовий рум'янець». Вибрані поезії. — Тернопіль: «Крок», 2014. ISBN 978-617-692-169-1
- Софі Оксанен. «Коли голуби зникли» —  Харків: «Фоліо», 2014. ISBN 978-966-03-7038-8
- Юкка Рислаккі. «Воркута! Повстання в виправно-трудовому таборі»  — Львів: «Літопис», 2015. ISBN 978-966-8853-52-4
- Юркі Вайнонен. «13 новел»  — Київ: «Комора», 2016. ISBN 978-617-7286-09-6
- Міка Валтарі. «Такого не буває»  — Харків: «Фоліо», 2017. ISBN 978-966-03-7689-2
- Міка Валтарі. «Панна ван Бруклін»  — Харків: «Фоліо», 2017. ISBN 978-966-03-7688-5
- Міка Валтарі. «Місячний краєвид»  — Харків: «Фоліо», 2017. ISBN 978-966-03-7690-8
- Маурі Куннас. «Семеро братів-собачат»  — Київ: «Темпора», 2017. ISBN 978-617-569-195-3
- Юркі Вайнонен. «Німий бог»  — Київ: «Комора», 2018. ISBN 978-617-7286-29-4
- Селья Агава. «Те, що падає з неба» — Чернівці: «Видавництво 21», 2019. ISBN 978-617-614-249-2
- Карл Ґустав Маннергейм. «Спогади», том 1 — Київ: «Наш Формат», 2020. ISBN 978-617-7730-29-2
- Софі Оксанен. «Собачий майданчик»  — Київ: «Комора», 2021. ISBN 978-617-7286-69-0
- Карл Ґустав Маннергейм. «Спогади», том 2 — Київ: «Наш Формат», 2021. ISBN 978-617-7863-75-4
- Ноора Нікка. «Марія, неземна співунка». Музична казка (спільно з Іриною Малевич) — Міккелі: «MusicFairyTales MFT», 2022. ISBN 978-952-7364-35-2
- Міка Мюллюаго. «Хаос» (п'єса) — 2024
- Міка Валтарі. «Таїна царства»  — Львів: «Апріорі», 2025. ISBN 978-617-629-921-9

### Переклади з української
- Вперше переклав (разом із Ееро Балком) твори Василя Стуса фінською мовою, два вірші (2015). Перше публічне виконання — 17 жовтня 2015 року.
- Фінською переклав також уривок вірша «Думи мої, думи мої» Тараса Шевченка, а на одному з університетських курсів, у співпраці з Сайлою Каглос — оповідання «Балада про Біла та Моніку» Сергія Жадана (невиданий).
- Спільно з Сантулом Космо й Еллі Сало переклав фінською п’єсу Сергія Жадана «Хлібне перемир’я». Читання п’єси відбулося 28 травня 2022 року на одній зі сцен Фінського національного театру[1].

### Власні твори
- Документальна п’єса «На бережечку самоти» на основі спогадів сучасників про Василя Стуса. Прем’єра вистави відбулася 17 жовтня 2015 року на вечорі пам’яті Стуса в Посольстві України в Фінляндії. Режисер — Ігор Фрей.

### Лексикографія
- Фінсько-український словник загальновживаної лексики: Suomi-ukraina-sanakirja [Архівовано 3 травня 2016 у Wayback Machine.] (yli 23 000 hakusanaa)/Фінсько-український словник (понад 23 000 слів) (Slavica Helsingiensia. Supplementum IV — Nykykielten laitos, Venäjän kieli ja kirjallisuus, Helsingin yliopisto/Відділ сучасних мов, Кафедра російської мови та літератури, Гельсинський університет  — Гельсинкі, 2012, ISBN 978-952-10-7948-1; третє видання, перероблене й доповнене [Архівовано 21 листопада 2020 у Wayback Machine.] — Гельсинкі, 2020, ISBN 978-951-51-5737-9; 2022 року фінське видавництво "Ґаудеамус" опублікувало четверте видання, розширену версію (близько 25 000 слів) — Гельсинкі, 2022, ISBN 978-952-345-203-9).

## Нагороди і відзнаки
- 2003 року в Києві отримав другу премію на конкурсі молодих митців «СтАрт» за переклад книжки Арто Паасилінни «Рік зайця»[2].
- 2015 року книжка Юкки Рислаккі «Воркута! Повстання в виправно-трудовому таборі» в перекладі Юрія Зуба здобула на Форумі видавців у Львові спеціальну відзнаку Гільдії людей книги (Київський університет ім. Шевченка)[3].
- 2016 року «Воркута! Повстання в виправно-трудовому таборі» здобула перше місце на Львівському конкурсі найкращих україномовних книжок львівських видавництв у номінації «Перекладна література»[4].
- 2016 року став лауреатом конкурсу METAPHORA за переклад есею Вілле-Югані Сутинена «П'ять варіацій України»[5].